# Lunds valkrets
Lunds valkrets var en egen valkrets vid val till andra kammaren i riksdagen från valen 1866 till 1908.
Vid införandet av proportionellt valsystem vid andrakammarvalet 1911 uppgick Lund i Helsingborgs, Lunds och Landskrona valkrets.

## Riksdagsmän
- Jacob Georg Agardh (1867–1872)
- Eskilander Thomasson, c 1873–1882 (1873–1889)
- Johan Sjögren (1890)
- Christian Bülow, gamla lmp (1891–1893)
- Robert Eklundh, lmp 1897–1902 (1894–1902)
- Jacob Larsson, lib s (1903–1908)
- Johan Thyrén, vänstervilde 1909, högervilde 1910–1911 (1909–1911)

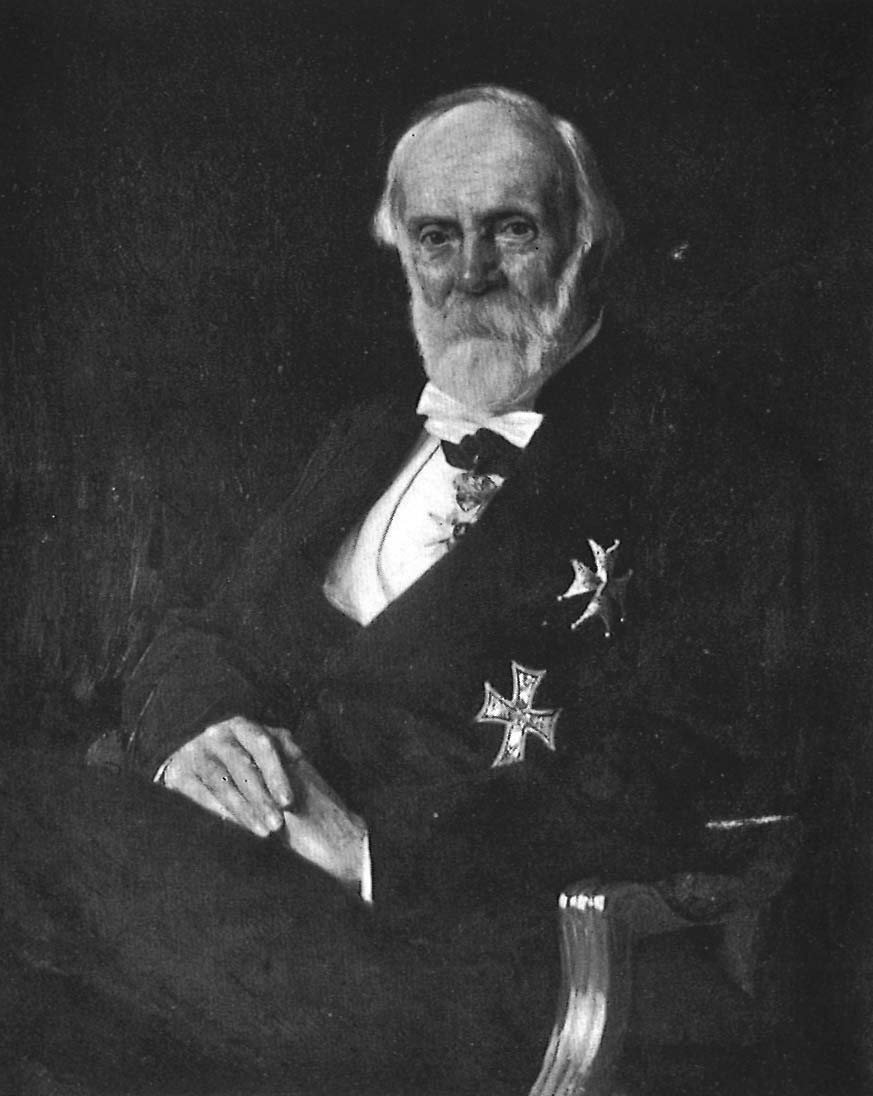
Jacob Georg Agardh.
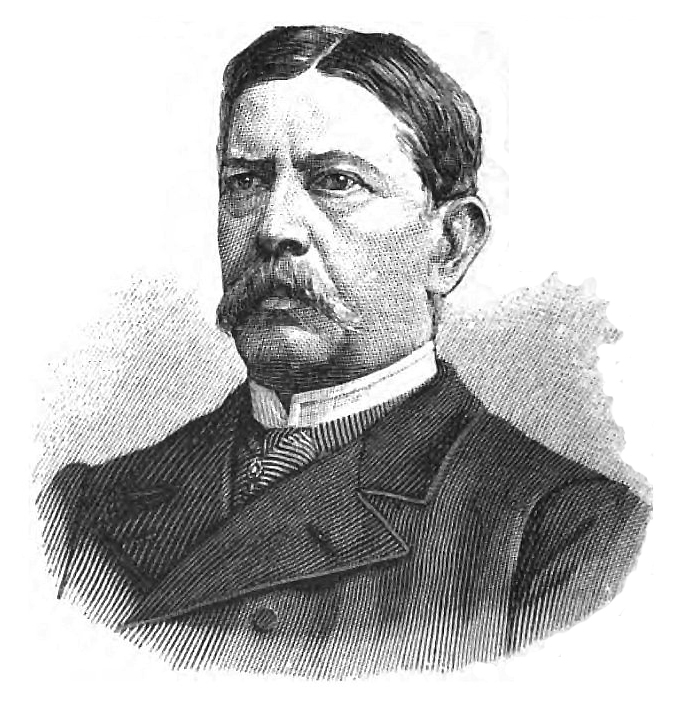
Eskilander Thomasson.
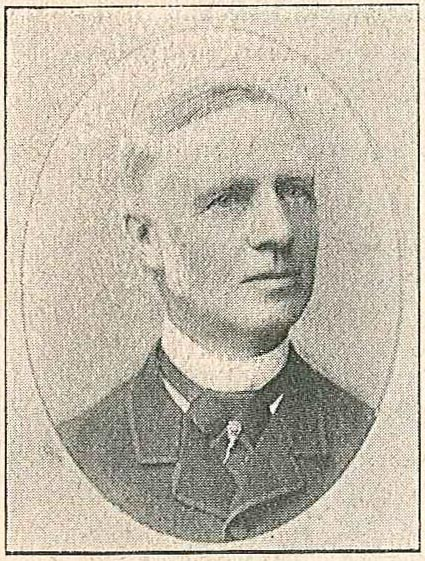
Johan Sjögren.
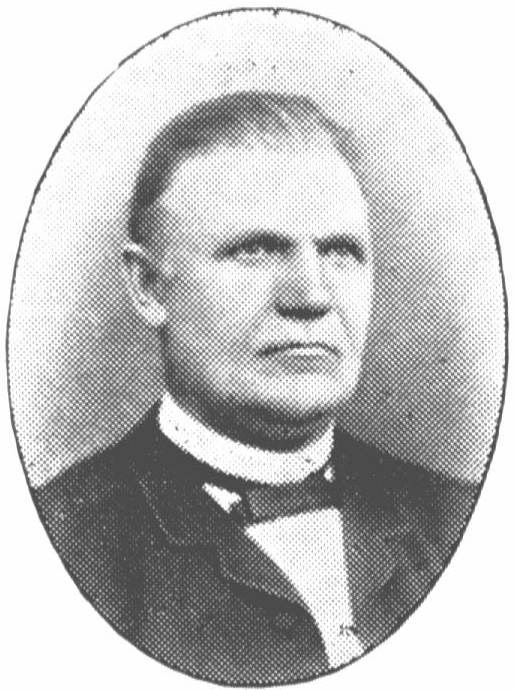
Christian Bülow.
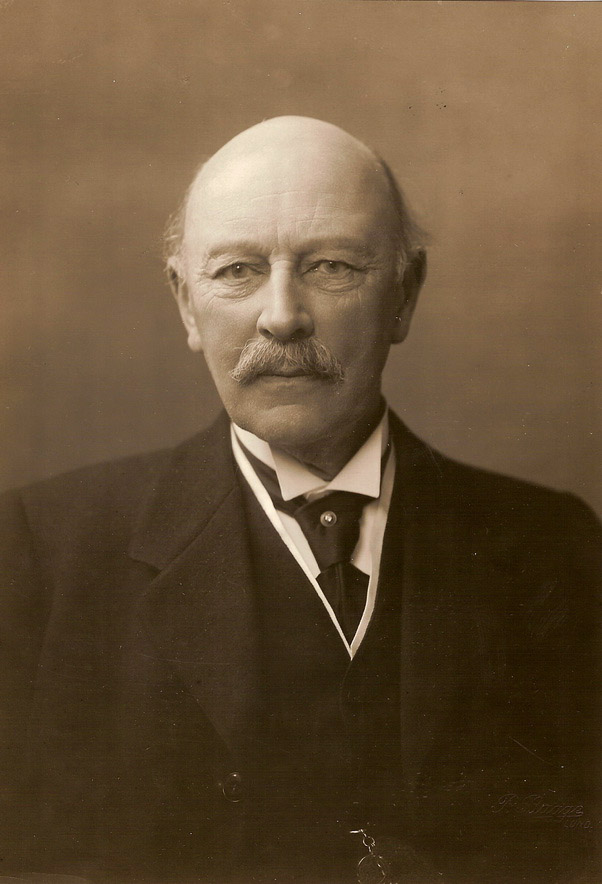
Robert Eklundh.
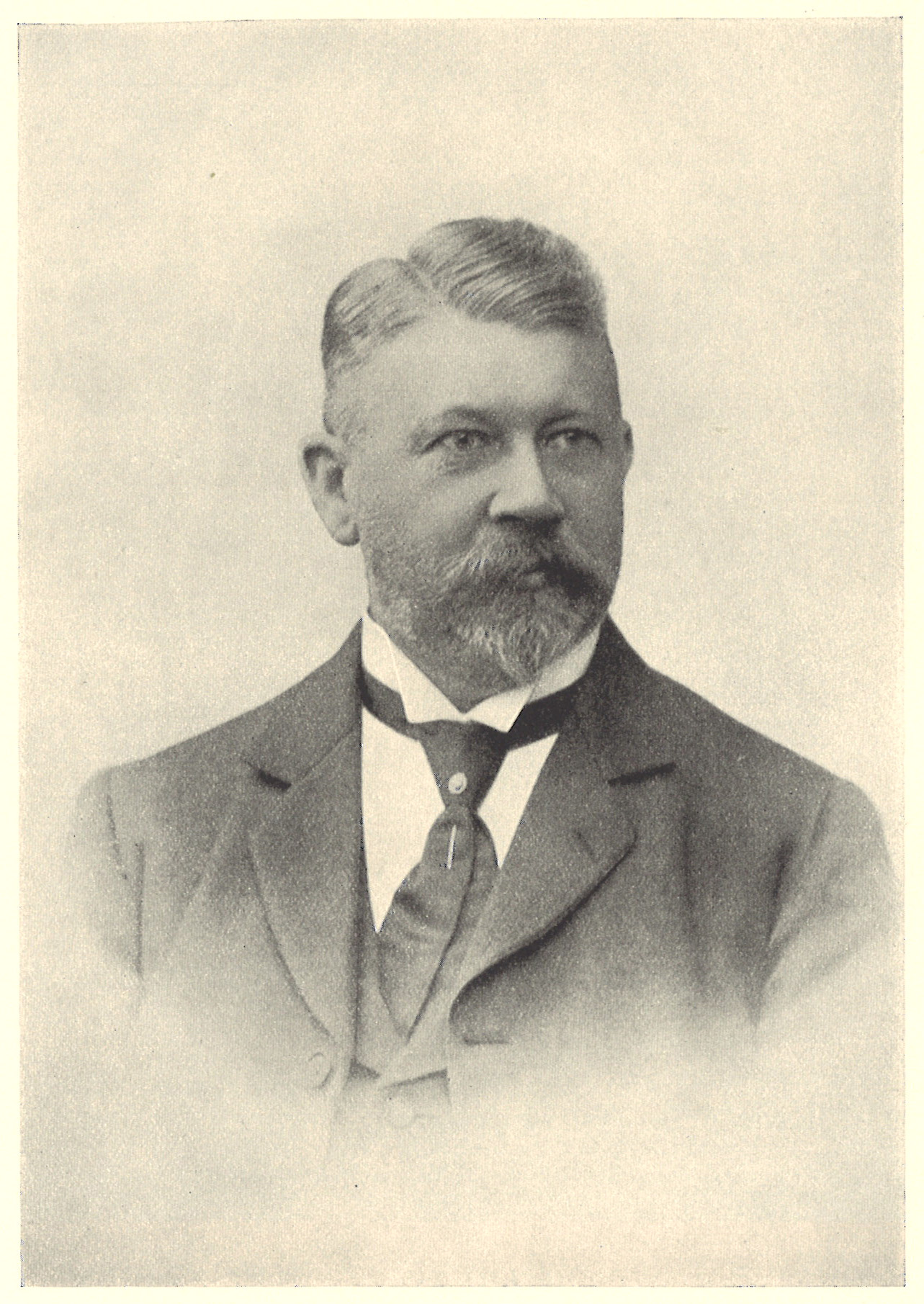
Jacob Larsson.
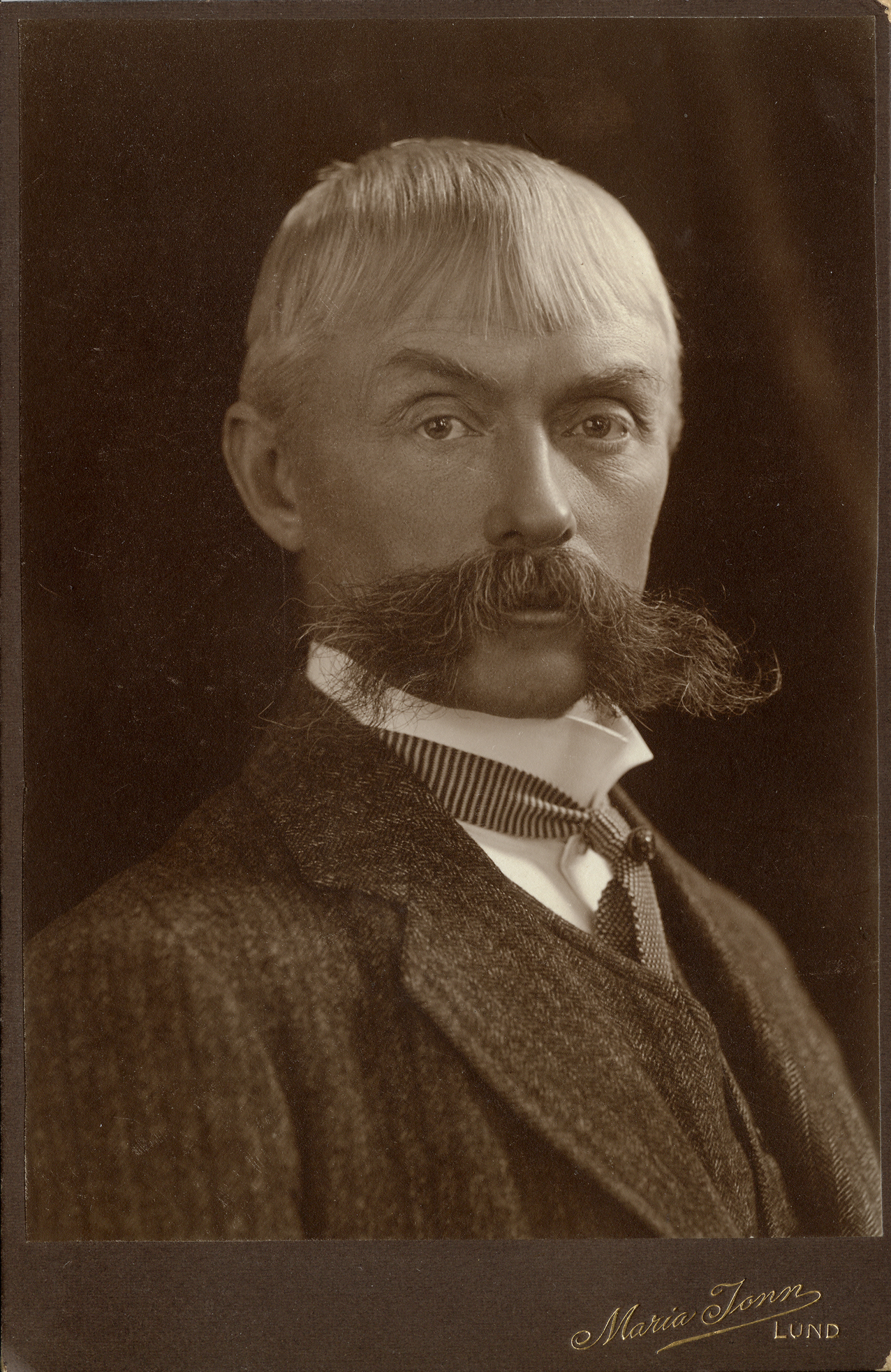
Johan C W Thyrén.

## Valresultat

### 1896
| Andrakammarvalet i Sverige 1896: Lunds valkrets | Andrakammarvalet i Sverige 1896: Lunds valkrets | Andrakammarvalet i Sverige 1896: Lunds valkrets | Andrakammarvalet i Sverige 1896: Lunds valkrets | Andrakammarvalet i Sverige 1896: Lunds valkrets |
| Kandidat                                        | Kandidat                                        | Röster                                          | Röster                                          | Röster                                          |
| Kandidat                                        | Kandidat                                        | Antal                                           | %                                               | +− %                                            |
| ----------------------------------------------- | ----------------------------------------------- | ----------------------------------------------- | ----------------------------------------------- | ----------------------------------------------- |
|                                                 | Robert Eklundh                                  | 376                                             | 49,7                                            |                                                 |
|                                                 | Johan Thyrén                                    | 375                                             | 49,6                                            |                                                 |
|                                                 | Övriga kandidater                               | 5                                               | 0,7                                             |                                                 |
| Antal giltiga röster                            | Antal giltiga röster                            | 756                                             |                                                 |                                                 |
| Kasserade röster                                | Kasserade röster                                | 3                                               |                                                 |                                                 |
| Totalt                                          | Totalt                                          | 759                                             |                                                 |                                                 |

| Andrakammarvalet i Sverige 1896: Lunds valkrets | Andrakammarvalet i Sverige 1896: Lunds valkrets | Andrakammarvalet i Sverige 1896: Lunds valkrets | Andrakammarvalet i Sverige 1896: Lunds valkrets | Andrakammarvalet i Sverige 1896: Lunds valkrets |
| Kandidat                                        | Kandidat                                        | Röster                                          | Röster                                          | Röster                                          |
| Kandidat                                        | Kandidat                                        | Antal                                           | %                                               | +− %                                            |
| ----------------------------------------------- | ----------------------------------------------- | ----------------------------------------------- | ----------------------------------------------- | ----------------------------------------------- |
|                                                 | Robert Eklundh                                  | 421                                             | 51,7                                            |                                                 |
|                                                 | Johan Thyrén                                    | 393                                             | 48,2                                            |                                                 |
|                                                 | Övriga kandidater                               | 1                                               | 0,1                                             |                                                 |
| Antal giltiga röster                            | Antal giltiga röster                            | 815                                             |                                                 |                                                 |
| Kasserade röster                                | Kasserade röster                                | 1                                               |                                                 |                                                 |
| Totalt                                          | Totalt                                          | 816                                             |                                                 |                                                 |

### 1899
| Andrakammarvalet i Sverige 1899: Lunds valkrets | Andrakammarvalet i Sverige 1899: Lunds valkrets | Andrakammarvalet i Sverige 1899: Lunds valkrets | Andrakammarvalet i Sverige 1899: Lunds valkrets | Andrakammarvalet i Sverige 1899: Lunds valkrets |
| Kandidat                                        | Kandidat                                        | Röster                                          | Röster                                          | Röster                                          |
| Kandidat                                        | Kandidat                                        | Antal                                           | %                                               | +− %                                            |
| ----------------------------------------------- | ----------------------------------------------- | ----------------------------------------------- | ----------------------------------------------- | ----------------------------------------------- |
|                                                 | Robert Eklundh                                  | 449                                             | 53,8                                            |                                                 |
|                                                 | Christian Bülow                                 | 384                                             | 46,0                                            |                                                 |
|                                                 | Övriga kandidater                               | 2                                               | 0,2                                             |                                                 |
| Antal giltiga röster                            | Antal giltiga röster                            | 835                                             |                                                 |                                                 |
| Kasserade röster                                | Kasserade röster                                | 1                                               |                                                 |                                                 |
| Totalt                                          | Totalt                                          | 836                                             |                                                 |                                                 |

Valet ägde rum den 22 september 1899. Valdeltagandet var 74,6%.

### 1902
| Andrakammarvalet i Sverige 1902: Lunds valkrets | Andrakammarvalet i Sverige 1902: Lunds valkrets | Andrakammarvalet i Sverige 1902: Lunds valkrets | Andrakammarvalet i Sverige 1902: Lunds valkrets | Andrakammarvalet i Sverige 1902: Lunds valkrets |
| Kandidat                                        | Kandidat                                        | Röster                                          | Röster                                          | Röster                                          |
| Kandidat                                        | Kandidat                                        | Antal                                           | %                                               | +− %                                            |
| ----------------------------------------------- | ----------------------------------------------- | ----------------------------------------------- | ----------------------------------------------- | ----------------------------------------------- |
|                                                 | Jacob Larsson                                   | 818                                             | 67,3                                            |                                                 |
|                                                 | Robert Eklundh                                  | 397                                             | 32,7                                            | ▼21,1                                           |
| Antal giltiga röster                            | Antal giltiga röster                            | 1 215                                           |                                                 |                                                 |
| Kasserade röster                                | Kasserade röster                                | 0                                               |                                                 |                                                 |
| Totalt                                          | Totalt                                          | 1 215                                           |                                                 |                                                 |

Valet ägde rum den 27 september 1902. Valdeltagandet var 77,5%.

### 1905
| Andrakammarvalet i Sverige 1905: Lunds valkrets | Andrakammarvalet i Sverige 1905: Lunds valkrets | Andrakammarvalet i Sverige 1905: Lunds valkrets | Andrakammarvalet i Sverige 1905: Lunds valkrets | Andrakammarvalet i Sverige 1905: Lunds valkrets |
| Kandidat                                        | Kandidat                                        | Röster                                          | Röster                                          | Röster                                          |
| Kandidat                                        | Kandidat                                        | Antal                                           | %                                               | +− %                                            |
| ----------------------------------------------- | ----------------------------------------------- | ----------------------------------------------- | ----------------------------------------------- | ----------------------------------------------- |
|                                                 | Jacob Larsson                                   | 767                                             | 58,1                                            | ▼9,2                                            |
|                                                 | Robert Eklundh                                  | 551                                             | 41,8                                            | ▲9,1                                            |
|                                                 | Övriga kandidater                               | 1                                               | 0,1                                             |                                                 |
| Antal giltiga röster                            | Antal giltiga röster                            | 1 319                                           |                                                 |                                                 |
| Kasserade röster                                | Kasserade röster                                | 1                                               |                                                 |                                                 |
| Totalt                                          | Totalt                                          | 1 320                                           |                                                 |                                                 |

Valet ägde rum den 16 september 1905. Valdeltagandet var 75,1%.

### 1908
| Andrakammarvalet i Sverige 1908: Lunds valkrets | Andrakammarvalet i Sverige 1908: Lunds valkrets | Andrakammarvalet i Sverige 1908: Lunds valkrets | Andrakammarvalet i Sverige 1908: Lunds valkrets | Andrakammarvalet i Sverige 1908: Lunds valkrets |
| Kandidat                                        | Kandidat                                        | Röster                                          | Röster                                          | Röster                                          |
| Kandidat                                        | Kandidat                                        | Antal                                           | %                                               | +− %                                            |
| ----------------------------------------------- | ----------------------------------------------- | ----------------------------------------------- | ----------------------------------------------- | ----------------------------------------------- |
|                                                 | Jacob Larsson                                   | 854                                             | 59,4                                            |                                                 |
|                                                 | Johan Thyrén                                    | 538                                             | 37,5                                            |                                                 |
|                                                 | Övriga kandidater                               | 45                                              | 3,1                                             |                                                 |
| Antal giltiga röster                            | Antal giltiga röster                            | 1 437                                           |                                                 |                                                 |
| Kasserade röster                                | Kasserade röster                                | 1                                               |                                                 |                                                 |
| Totalt                                          | Totalt                                          | 1 438                                           |                                                 |                                                 |

| Andrakammarvalet i Sverige 1908: Lunds valkrets | Andrakammarvalet i Sverige 1908: Lunds valkrets | Andrakammarvalet i Sverige 1908: Lunds valkrets | Andrakammarvalet i Sverige 1908: Lunds valkrets | Andrakammarvalet i Sverige 1908: Lunds valkrets |
| Kandidat                                        | Kandidat                                        | Röster                                          | Röster                                          | Röster                                          |
| Kandidat                                        | Kandidat                                        | Antal                                           | %                                               | +− %                                            |
| ----------------------------------------------- | ----------------------------------------------- | ----------------------------------------------- | ----------------------------------------------- | ----------------------------------------------- |
|                                                 | Johan Thyrén                                    | 995                                             | 54,9                                            |                                                 |
|                                                 | Hans Theodor Hansson (S)                        | 816                                             | 45,0                                            |                                                 |
|                                                 | Övriga kandidater                               | 3                                               | 0,1                                             |                                                 |
| Antal giltiga röster                            | Antal giltiga röster                            | 1 814                                           |                                                 |                                                 |
| Kasserade röster                                | Kasserade röster                                | 5                                               |                                                 |                                                 |
| Totalt                                          | Totalt                                          | 1 819                                           |                                                 |                                                 |